# Henrietta Edwards
Henrietta Louise Edwards (de soltera Muir; 18 de desembre del 1849 – 10 de novembre del 1931) fou una política feminista, activista social canadenca.
Edwards fou una de «Les cinc famoses», al costat d'Emily Murphy, Nellie McClung, Louise McKinney i Irene Parlby, cèlebres per haver lluitat perquè les dones fossen reconegudes com a "persones" davant la llei, i pel dret de poder votar i presentar-se a les eleccions.

## Biografia
Henrietta Louise Muir nasqué a Mont-real, a la província francòfona del Quebec, en el si d'una família de classe mitjana alta que valorava la cultura i la religió. Participà en organitzacions religioses, moltes de les quals la van decebre per defensar valors tradicionals que excloïen les dones.

### Activisme
El 1875 fundà, amb la seua germana Amélia, l'Associació de Noies Treballadores a Mont-real, la qual proporcionava aliments, sales de lectura i cursos de formació, i publicava un periòdic, The Working Women of Canada (Les dones treballadores del Canadà), la difusió del qual ajudà a conscienciar sobre les precàries condicions laborals de les dones canadenques. El projecte es finançava amb els diners que guanyaven com a artistes.
El 1876 es casa amb el doctor Oliver C. Edwards, amb qui va tenir tres fills. El 1883 la família es trasllada a Indian Head, actualment Saskatchewan. El seu marit era metge del govern en les reserves índies. Des d'allí, Edwards continuà lluitant pels drets de les dones.
El 1890, quan el seu marit va caure malalt, es traslladen a Ottawa. En la capital canadenca “es va encarregar de la causa de les dones recluses i treballà amb la Dama d'Aberdeen, filantropa escocesa i esposa del governador general, per a fundar el Consell Nacional de Dones del Canadà al 1893”. En fou presidenta durant més de 35 anys i es feu càrrec de les lleis que afectaven dones i xiquets. La seua experiència en aquest camp legal li valgué ser nomenada presidenta del Consell Provincial d'Alberta. El 1897 junt amb la Dama d'Aberdeen funden l'Orde Victorià d'Infermeres.

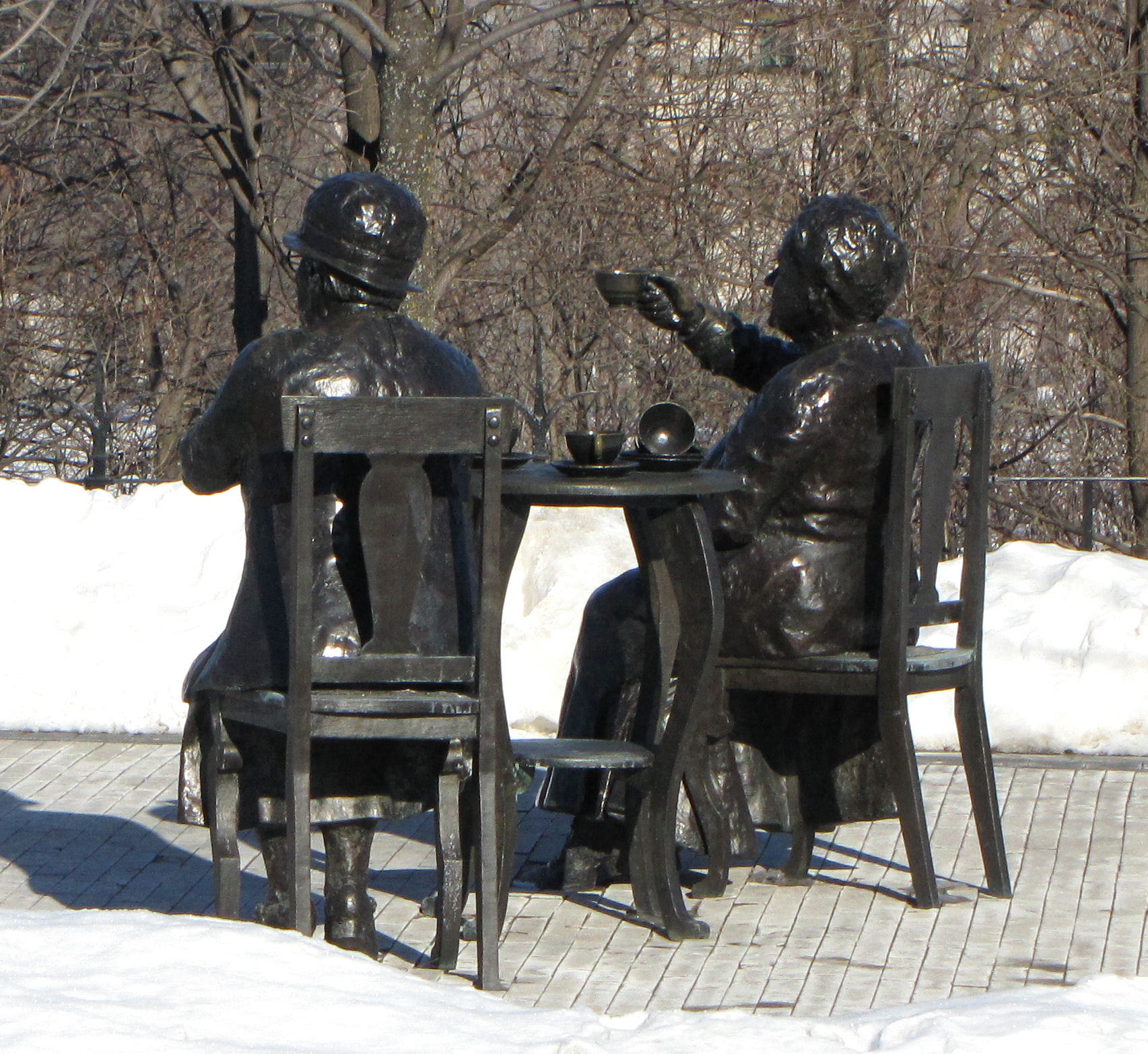
Estàtua de «Les cinc famoses» amb una tassa de te, Parlament Hill, Ottawa

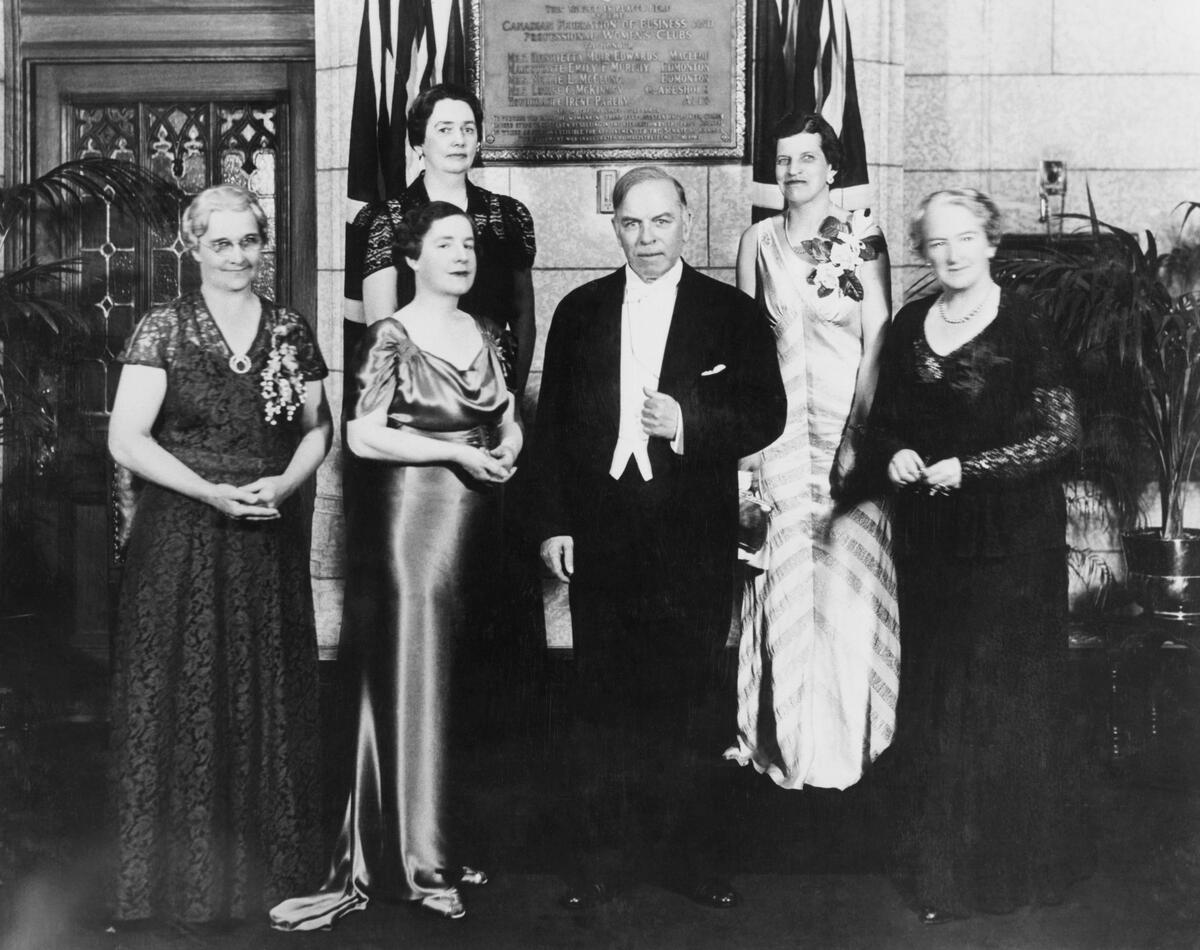
El primer ministre del Canadà William Lió Mackenzie King al costat de «Les cinc famoses» després del veredicte del Cas Persones

El 1903 se n'anà a Fort MacLeod, Alberta, on el seu espòs treballaria com a metge militar en la reserva indígena dels Kainai.
Durant els darrers anys de la Primera Guerra Mundial, quan els subministraments eren escassos, el govern del Canadà aplegà algunes persones perquè formassen un consell assessor per posar en marxa un pla de reajustaments. Edwards en formà part i fou així la primera dona canadenca convocada pel govern per a revisar la política de despesa pública.

### Darrers anys
Edwards publicà dues obres sobre dones i els problemes legals que pretenia resoldre, Legal Estatus of Canadian Women (1908) i Legal Estatus of Women in Alberta (1921). Treballà amb Louise McKinney, Irene Parlby, Nellie McClung i Emily Murphy per a “instar el govern d'Alberta perquè reconegués la igualtat de drets d'homes i dones en propietat matrimonial i herència.”[7] L'amistat que les unia les feu defensar davant els tribunals el cèlebre «Cas Persones» a la fi dels 1920, la resolució del qual dictaminà que les dones canadenques podien ser elegides senadores i ocupar els mateixos drets que els homes en càrrecs polítics. El govern federal li encarregà, en qualitat d'artista, pintar una sèrie de plats per a l'exhibició canadenca en l'Exposició Mundial Colombina de Chicago del 1893.
Va morir el 10 de novembre del 1931 als 81 anys. La soterraren al cementeri municipal de Mount Pleasant a Edmonton, Alberta. En l'escultura erigida en la seua memòria es llegeix "Deixeu que les seues paraules la lloen. El seu delit estava en la llei del Senyor". La data de defunció que consta en la placa és el 9 de novembre del 1931. En The Canadian Encyclopedia, però, la data de decés que apareix és el 10 de novembre de 1931.

## Llegat
Al 1962, i a títol pòstum, el govern canadenc la nomenà personatge de rellevància històrica nacional. En l'oficina de correus de Fort MacLeod, a Alberta, n'hi ha una placa commemorativa. El famós "Cas Persones" es registrà com a fet de rellevància històrica al 1997. I a l'octubre del 2009 el Senat del Canadà votà per nomenar Edwards i la resta de «Les cinc famoses» primeres senadores honoràries de l'estat.
El 2014 Edwards va aparèixer en un Doodle de Google en commemoració dels 165 anys del seu natalici. La il·lustració és feta per la dissenyadora canadenca Kate Beaton.